# Magyarul megjelent Superman-képregények listája
1938. április 18-a jeles nap a képregény történetében. Ekkor jelent meg ugyanis az Amerikai Egyesült Államokban Jerry Siegel és Joe Shuster mára világhírűvé váló képregény-szereplőjének, Supermannek az első kalandja az Action Comics 1. számában. Az amerikai képregény aranykorának egyik legismertebb „szüleménye” az egyik első szuperhős volt a világon. Megjelenésének idején teljesen újszerűnek számított az alkotó-páros ötlete, ugyanis előttük még senki sem próbálkozott szuperhős-típusú képregények publikálásával. Habár Superman eredettörténete számos revízión és kisebb-nagyobb változáson esett át az évtizedek folyamán, ám szinte minden a karakter születését elmesélő cselekményben azonos az, hogy egy távoli bolygó, a Krypton végnapjait éli, ezért egy tudós, Jor-El úgy dönt, hogy gyermeke életét megmentve, azt egy rakéta segítségével hosszan tartó útra indítja az űrben egy távoli égitestre, a Földre. Kal-El, a kisgyermek, „űrhajója” a kansasi Smallvilleben landol, ahol egy házaspár Jonathan és Martha Kent magához veszi és felneveli a kis csöppséget, aki felnőve a Föld napjának köszönhetően szuperképességek birtokába jut. A nevelőszülők tanításának és erkölcsi iránymutatásának köszönhetően Clark Kent (ezt a nevet kapja „új” szüleitől a gyermek Kal-El) a jó szolgálatába állítja emberfeletti képességeit és amikor csak teheti, segít újdonsült hazája lakosságán.
Felnőve, Clark megismeri nevelőszüleitől eredetét, ám ez nem változtatja meg hozzáállását, hanem továbbra is segít az emberiségen immáron a Martha Kent által megalkotott piros-kék-sárga ruhában. Így született meg az Acélember legendája, aki, hogy identitását és szüleit megvédje Clark Kentként csetlő-botló, földi halandó, újságíróvá vált. Ezen álcának köszönhetően senki sem sejtheti, hogy Clark Kent és Superman személye azonos, így a DC Comics szuperhőse gond nélkül tevékenykedhet, s szolgálhatja a Föld lakóinak javát.
Superman jócselekedeteinek köszönhetően számos barátra és szövetségesre tett szert az évtizedek folyamán, ám mások érdekeit sértve megszámlálhatatlan ellensége is akadt.

Superman halála a Superman Vol. 2 #75 számának utolsó lapján

A DC kiadó képregényhőse az évtizedek alatt megkerülhetetlen figurává vált a világon. 1993-ban, amikor Superman a Végítélet elleni harcban, szeretett városát, Metropolist védve meghalt, a CNN amerikai hírcsatorna és a Time magazin is beszámolt eme történelmi esetről. A popkultúra is sokat merített e karakterből, ruhákon, játékokon, élelmiszereken találkozhatunk eme szuperhős jelével világszerte.
Superman talán az 1970-es években volt a legnépszerűbb, amikor is Richard Donner a fiatal Christopher Reeve-vel a főszerepben elkészítette a ma is legendás 1978-as filmet. Ezt követően további négy film készült, három Christopher Reeve szereplésével és egy Brandon Routh-tal.
2013 júniusában egy újabb filmalkotás került bemutatásra, Henry Cavill főszereplésével.
Az évtizedek alatt számos rajzfilm és tv-sorozat is készült a kriptoni hősről, ez utóbbiakból talán a Lois és Clark: Superman legújabb kalandjai, valamint a Smallville a legnépszerűbbek.
Magyarországon 1990-ben jelent meg az első Superman-képregény a Semic Interprint kiadónak köszönhetően. Kezdetben havonta 34, majd kéthavonta 50 oldalon jelentek meg a DC hősének kalandjai hazánkban. A képregénysorozat a 18. számot követően összevonásra került a Batman című lappal, s 1992. júliusától kezdődően már egy új kiadvány, a Superman és Batman, várta a vevőket az újságárusoknál. Terjedelemben 50 oldalas volt, s fele részben tartalmazott Superman, fele részben pedig Batman-képregényt e kéthavonta megjelenő képújság. A 2 lap gazdasági okokból került „egyesítésre”. Az összevont széria 2001 decemberéig jelent meg, s az 57. számmal búcsúzott véglegesen az olvasóktól.
Ezt követően önálló Superman-történetek kiadására nem került sor Magyarországon, ám a Képes Kiadó Batman-, Az Igazság Ligája kalandjai- valamint Superman és Batman-köteteiben időnként felbukkant az Acélember, mint fő- vagy mellékszereplő.
Jelmagyarázat:
Vol. illetve volume= sorozat
Sor.= sorozat

## The Man of Steel
A magyar Superman első számai a 6 részes, John Byrne által fémjelzett, The Man of Steel című minisorozattal ismertették meg a hazai olvasóközönséget. E történet 1986-ban látott napvilágot Amerikában, közel 50 évvel az első Superman kalandjait tartalmazó képregény megjelenését követően.
A széria az Acélember mítoszának újraértelmezése. A DC kiadó 1985-ben arra szánta el magát, hogy „rendet” tesz a közel 5 évtized alatt, képregényeiben felmerült ellentmondásokra, s egy hosszabb folyamat eredményeként modernizálja karaktereinek nagy részét, amelynek köszönhetően új olvasók is megismerkedhetnek a kiadó képregény-sorozataival. A Crisis on Infinite Earths („Krízis a végtelen számú Földeken”) 12 részes minisorozat megszüntette e hosszú idő alatt keletkezett „zűrzavart”, majd ezt követően Byrne-t felkérték a Superman-füzetek alkotására. A brit földön született művész új alapokra helyezte a kryptoni hőst. Byrne kevesebb képességgel látta el Clark Kent karakterét (habár még így is ő volt az egyik legerősebb lény a Földön), visszahozta a Kent-nevelőszülőket az élők közé, akik támogatják, istápolják, s tanácsokkal látják el fogadott fiukat. Byrne nem kívánta hasznosítani munkája során a régebbi füzetekben szereplő Magány Erődjét, Krypto-t, valamint a Superboy-koncepciót, miszerint Superman már fiatalkorában is hősként tevékenykedett.
A Man of Steelben Clark Kent egészen a felnőtté válásáig nem veszi fel Superman jól ismert jelmezét, s nem válik szuperhőssé. Clark ebben az újraértelmezésben agresszívabb, extrovertáltabb személyiség-jegyekkel rendelkezik, sőt sikeres főiskolai sportoló-múlttal van megáldva. Az új Superman sokkal jobban kötődik a Földhöz, mint a szülőbolygójához. A Byrne-féle Man of Steel a piros-kék ruhás szuperhős eredetébe, s korai életébe enged tehát betekintést nekünk. A minisorozatot követően a brit alkotó átvette az újonnan induló Superman-képregénysorozat (Superman volume 2 [Superman 2. sorozat]) valamint az Action Comics írását és rajzolását.
A John Byrne által alkotott történetek egy része hazánkban is kiadásra került a Superman valamint a Superman és Batman képújságokban. A Superman-sorozat jórészt Byrne munkáit közli, egy-két kivételtől eltekintve.
Byrne körülbelül 2 évet dolgozott az amerikai Superman-címeken az 1980-as évek végén. Ezt követően távozott, mert elmondása szerint nem érezte a DC kiadó kellő támogatását, valamint elégedetlenséggel töltötte el az, hogy a DC merchandising célokra nem az ő Superman-karakterét használta.
| eredeti kiadvány címe      | eredeti megjelenés dátuma | történet eredeti címe                | történet magyar címe                 | magyar megjelenés helye | magyar megjelenés ideje | kiadó |
| -------------------------- | ------------------------- | ------------------------------------ | ------------------------------------ | ----------------------- | ----------------------- | ----- |
| The Man of Steel Vol. 1 #1 | 1986. október             | Prologue: From Out the Green Dawn... | Prológus: Menekülés a zöld halálból… | Superman #1             | 1990                    | Semic |
| The Man of Steel Vol. 1 #1 | 1986. október             | Chapter One: The Secret              | Első fejezet: A titok                | Superman #1             | 1990                    | Semic |
| The Man of Steel Vol. 1 #1 | 1986. október             | Chapter Two: The Exposure            | Második fejezet: A leleplezés        | Superman #1             | 1990                    | Semic |
| The Man of Steel Vol. 1 #1 | 1986. október             | Epilogue: The Super-Hero             | Epilógus: A szuperhős                | Superman #1             | 1990                    | Semic |
| The Man of Steel Vol. 1 #2 | 1986. október             | The Story of the Century             | Az évszázad története                | Superman #2             | 1990                    | Semic |
| The Man of Steel Vol. 1 #3 | 1986. november            | One Night in Gotham City...          | Egy éjszaka Gotham Cityben           | Superman #2 és #3       | 1990                    | Semic |
| The Man of Steel Vol. 1 #4 | 1986. november            | Enemy Mine                           | Az én ellenségem…                    | Superman #3             | 1990                    | Semic |
| The Man of Steel Vol. 1 #5 | 1986. december            | The Mirror, Crack'd                  | A tükör megrepedt…                   | Superman #4             | 1991. január            | Semic |
| The Man of Steel Vol. 1 #6 | 1986. december            | The Haunting                         | A szellemjárás                       | Superman #4 és #5       | 1991. január és február | Semic |

## Superman
Az Action Comics egyre növekvő, és főleg a benne szereplő Superman, népszerűségének köszönhetően 1939 júniusától útnak indították az első kizárólag a kryptoni hősről szóló füzetet, a Supermant. A széria az 1986. szeptemberi 423. számig viselte ezt a nevet, majd átnevezésre került, s mintegy jogutódként a The Adventures of Superman vitte tovább a számozását. Az új névre keresztelt sorozat 2006 áprilisáig futott, s a 649. számmal befejezőleg szűnt meg.
Közben 1987 januárjától újraindult a „sima” Superman-sorozat is (ez a 2. széria) 1. résszel a borítóján, amely 2006 áprilisáig jelent meg, s a 226. számmal búcsúzott az olvasóktól. Ezt követően újraszámozásra került a sorozat, s mintegy a The Adventures of Superman utódjaként, annak számozását folytatva a 650. számmal folytatódott a kiadvány (2006 májusától) egészen a 714. utolsó számig (2011 októberében jelent meg).
2011 novemberétől ismét újraindításra került a sorozat, az 1. számmal kezdődően, s modernizált, újragondolt Superman-történeteket közöl a DC eme kiadványa
| eredeti kiadvány címe | eredeti megjelenés dátuma | történet eredeti címe                                                | történet magyar címe                          | magyar megjelenés helye | magyar megjelenés ideje  | kiadó |
| --------------------- | ------------------------- | -------------------------------------------------------------------- | --------------------------------------------- | ----------------------- | ------------------------ | ----- |
| Superman Vol. 2 #1    | 1987. január              | Heart of Stone                                                       | Kőszív                                        | Superman #5             | 1991. február            | Semic |
| Superman Vol. 2 #2    | 1987. február             | The Secret Revealed!                                                 | A titok kiderül                               | Superman #6             | 1991. március            | Semic |
| Superman Vol. 2 #3    | 1987. március             | Legends from the Darkside                                            | Túlvilági történetek                          | Superman #10            | 1991. július             | Semic |
| Superman Vol. 2 #4    | 1987. április             | Bloodsport!                                                          | Véres kéz (Superman és a haverja Jimmy Olsen) | Superman #6 és #7       | 1991. március és április | Semic |
| Superman Vol. 2 #5    | 1987. május               | The Mummy Strikes!                                                   | A Múmia bosszúja!                             | Superman #13            | 1991. október            | Semic |
| Superman Vol. 2 #6    | 1987. június              | The Last Five Hundred                                                | A Múmia bosszúja! II. rész: Az utolsó ötszáz! | Superman #14            | 1991. november           | Semic |
| Superman Vol. 2 #7    | 1987. július              | Rampage!                                                             | Tombolás!                                     | Superman #16            | 1992. február            | Semic |
| Superman Vol. 2 #8    | 1987. augusztus           | Future Shock                                                         | Vissza a jövőbe                               | Superman #17            | 1992. április            | Semic |
| Superman Vol. 2 #9    | 1987. szeptember          | To Laugh and Die in Metropolis                                       | Meghalni a nevetéstől Metropolisban!          | Superman #16            | 1992. február            | Semic |
| Superman Vol. 2 #10   | 1987. október             | The Super Menace of Metropolis                                       | Supervész Metropolisban                       | Superman és Batman #3   | 1992. november           | Semic |
| Superman Vol. 2 #11   | 1987. november            | The Name Game                                                        | Ér a nevem!                                   | Superman és Batman #4   | 1993. január             | Semic |
| Superman Vol. 2 #12   | 1987. december            | Lost Love                                                            | Elsüllyedt emlékek                            | Superman és Batman #6   | 1993. május              | Semic |
| Superman Vol. 2 #18   | 1988. június              | Return to Krypton                                                    | Visszatérés a Kripton bolygóra!               | Superman és Batman #7   | 1993. július             | Semic |
| Superman Vol. 2 #44   | 1990. június              | Dark Knight Over Metropolis, Part 1 of 3: Green Death in Crime Alley | Sötét lovag Metropolis fölött 1. rész         | Superman és Batman #12  | 1994. május              | Semic |
| Superman Vol. 2 #60   | 1991. október             | "Intergang: No More!"                                                | Intergang: A végső csapás                     | Superman és Batman #27  | 1996. november           | Semic |
| Superman Vol. 2 #69   | 1992. július              | Killing is Serious Business                                          | „…az ölés komoly dolog”                       | Superman és Batman #33  | 1997. november           | Semic |
| Superman Vol. 2 #73   | 1992. november            | Time Ryders                                                          | Időutazás                                     | Superman és Batman #40  | 1999. február            | Semic |
| Superman Vol. 2 #75   | 1993. január              | Doomsday!                                                            | Végítélet                                     | Superman és Batman #43  | 1999. augusztus          | Semic |
| Superman Vol. 2 #84   | 1993. december            | Toys!                                                                | A Játékmester 1. rész                         | Superman és Batman #45  | 1999. december           | Semic |
| Superman Vol. 2 #85   | 1994. január              | Dark Retribution                                                     | A Játékmester 2. rész: Cat Grant bosszúja     | Superman és Batman #46  | 2000. február            | Semic |
| Superman Vol. 2 #103  | 1995. augusztus           | Pulp Friction                                                        | Véres játék Metropolis védelmében             | Superman és Batman #55  | 2001. augusztus          | Semic |

## Superman Annual
Az Annual-ek tömören évkönyvet illetve évente egyszer megjelenő különszámot jelentenek. Amerikában hagyománya van annak, hogy az egyes fősorozatokhoz évente kiadnak 1-1 Annual „toldást” viselő különszámot. E kiadványokban, amelyek általában hosszabb terjedelműek az átlagos havi megjelenésű füzetnél, olykor egyes a fősorozatban futó történetek kezdete vagy lezárása olvasható, de az is előfordulhat, hogy egy fősorozathoz szervesen nem kapcsolódó vagy ott terjedelmi okok miatt nem közölhető történet kerül közlésre. A Superman fősorozat mellett is megjelent időnként 1-1 ilyen „évkönyv” rendszertelen időközönként. Hazánkban 1 Annual került kiadásra e címből.
| eredeti kiadvány címe      | eredeti megjelenés dátuma | történet eredeti címe             | történet magyar címe                       | magyar megjelenés helye       | magyar megjelenés ideje      | kiadó |
| -------------------------- | ------------------------- | --------------------------------- | ------------------------------------------ | ----------------------------- | ---------------------------- | ----- |
| Superman Annual Vol. 1 #11 | 1985                      | For the Man Who Has Everything... | Superman: Az ember, akinek mindene megvolt | Superman és Batman #20 és #21 | 1995. szeptember és november | Semic |

## The Adventures of Superman
E sorozat első része az 1986. szeptemberében megjelenő 424. szám volt. „Jogelődje”, a Superman 1. sorozatának, számozását vette át s jelent meg egészen 2006 áprilisáig, amikor is a 649. számmal befejeződött e széria. A The Adventures of Superman számozását tovább vitte a Superman 2. sorozata, amely a 226. számot követően a 650-kel folytatódott 2006 májusától.
| eredeti kiadvány címe                  | eredeti megjelenés dátuma | történet eredeti címe                                        | történet magyar címe                        | magyar megjelenés helye | magyar megjelenés ideje     | kiadó |
| -------------------------------------- | ------------------------- | ------------------------------------------------------------ | ------------------------------------------- | ----------------------- | --------------------------- | ----- |
| The Adventures of Superman Vol. 1 #424 | 1987. január              | Man O'War                                                    | Hadigépezet                                 | Superman #7             | 1991. április               | Semic |
| The Adventures of Superman Vol. 1 #425 | 1987. február             | Going the Gauntlet                                           | Vesszőfutás                                 | Superman #8 és #9       | 1991. május és június       | Semic |
| The Adventures of Superman Vol. 1 #426 | 1987. március             | From the Dregs                                               | Ki a tűzgödörből…                           | Superman #10 és #11     | 1991. július és augusztus   | Semic |
| The Adventures of Superman Vol. 1 #427 | 1987. április             | Mind Games                                                   | Elmejátékok                                 | Superman #12            | 1991. szeptember            | Semic |
| The Adventures of Superman Vol. 1 #428 | 1987. május               | Personal Best                                                | Egyéni csúcs                                | Superman #12 és #13     | 1991. szeptember és október | Semic |
| The Adventures of Superman Vol. 1 #463 | 1990. február             | Speed Kills!                                                 | Gyilkos iram!                               | Superman és Batman #11  | 1994. március               | Semic |
| The Adventures of Superman Vol. 1 #467 | 1990. június              | Dark Knight Over Metropolis, Part 2 of 3: Taken to the Grave | Sötét lovag Metropolis fölött 2. rész       | Superman és Batman #12  | 1994. május                 | Semic |
| The Adventures of Superman Vol. 1 #491 | 1992. június              | A Good Head On Your Shoulders                                | Nagy koponya!                               | Superman és Batman #30  | 1997. május                 | Semic |
| The Adventures of Superman Vol. 1 #492 | 1992. július              | And Justice For All!                                         | „…az igazság mindenek felett”               | Superman és Batman #34  | 1998. január                | Semic |
| The Adventures of Superman Vol. 1 #494 | 1992. szeptember          | Kismet: The Road Not Taken                                   | Kismet: A másik út                          | Superman és Batman #36  | 1998. május                 | Semic |
| The Adventures of Superman Vol. 1 #506 | 1993. november            | Payback!                                                     | Superboy                                    | Superman és Batman #44  | 1999. október               | Semic |
| The Adventures of Superman Vol. 1 #507 | 1993. december            | Spilled Blood, Part One: Skin Game                           | Véres játék 1. rész: Véres kéz, véres játék | Superman és Batman #47  | 2000. április               | Semic |
| The Adventures of Superman Vol. 1 #526 | 1995. augusztus           | Title Bout!                                                  | Címmérkőzés!                                | Superman és Batman #56  | 2001. október               | Semic |

## Action Comics
Az Action Comics 1. száma 1938 áprilisában jelent meg először (a borítón június szerepel, mint a publikálás időpontja), s kezdte el közölni Superman kalandjait havi rendszerességgel. A korai füzetekben nemcsak a kryptoni hős kalandjait közölték, hanem más szereplők történetei is bemutatásra kerültek. Egyfajta antológiaszerű kiadvány volt e képregény, melyben idővel csak Superman-cselekményeket adtak ki, a karaktert övező népszerűségnek köszönhetően.
A széria ritkaságnak számító első száma manapság milliókat is megér, főleg, ha az jó állapotú. A Nicolas Cage saját tulajdonában levő Action Comics 1. száma 2011-ben 2.161.000 amerikai dollárért kelt el egy online aukció keretében.
A sorozat egy rövid ideig hetente jelent meg, ám később visszatért a kiadó a havi publikáláshoz.
Az 1. széria 904 számot ért meg, s 2011 októberében fejeződött be.
2011 novemberétől újraindításra került a sorozat, az 1. számmal kezdődően, s modernizált, újragondolt Superman-történeteket közöl a DC kiadványa.
| eredeti kiadvány címe     | eredeti megjelenés dátuma | történet eredeti címe                                     | történet magyar címe                       | magyar megjelenés helye | magyar megjelenés ideje | kiadó |
| ------------------------- | ------------------------- | --------------------------------------------------------- | ------------------------------------------ | ----------------------- | ----------------------- | ----- |
| Action Comics Vol. 1 #584 | 1987. január              | Squatter!                                                 | A bitorló                                  | Superman #8             | 1991. május             | Semic |
| Action Comics Vol. 1 #585 | 1987. február             | And Graves Give Up Their Dead                             | És a sírok átadják halottaikat..           | Superman #9             | 1991. június            | Semic |
| Action Comics Vol. 1 #586 | 1987. március             | The Champion!                                             | Superman, a bajnok az Új Istenek ellen!    | Superman #11            | 1991. augusztus         | Semic |
| Action Comics Vol. 1 #587 | 1987. április             | Cityscape!                                                | Városkép                                   | Superman #17            | 1992. április           | Semic |
| Action Comics Vol. 1 #591 | 1987. augusztus           | Past Imperfect                                            | Superman Superboy ellen: Befejezetlen múlt | Superman #18            | 1992. június            | Semic |
| Action Comics Vol. 1 #592 | 1987. szeptember          | A Walk On The Darkside!                                   | …Sötét erők között!                        | Superman és Batman #1   | 1992. július            | Semic |
| Action Comics Vol. 1 #593 | 1987. október             | The Suicide Snare                                         | A gyilkos csapda                           | Superman és Batman #2   | 1992. szeptember        | Semic |
| Action Comics Vol. 1 #595 | 1987. december            | The Ghost of Superman                                     | Superman szelleme                          | Superman és Batman #5   | 1993. március           | Semic |
| Action Comics Vol. 1 #647 | 1989. november            | Brain Drain                                               | Agymosás                                   | Superman és Batman #8   | 1993. szeptember        | Semic |
| Action Comics Vol. 1 #648 | 1989. december            | Body and Mind                                             | Test és lélek                              | Superman és Batman #9   | 1993. november          | Semic |
| Action Comics Vol. 1 #649 | 1990. január              | Man and Machine                                           | Ember és gép                               | Superman és Batman #10  | 1994. január            | Semic |
| Action Comics Vol. 1 #654 | 1990. június              | Dark Knight Over Metropolis, Part 3 of 3: Deadly Covenant | Sötét lovag Metropolis fölött 3. rész      | Superman és Batman #13  | 1994. július            | Semic |
| Action Comics Vol. 1 #660 | 1990. december            | Certain Death                                             | A biztos halál                             | Superman és Batman #22  | 1996. január            | Semic |
| Action Comics Vol. 1 #662 | 1991. február             | Secrets in the Night                                      | Az éjszaka titkai                          | Superman és Batman #23  | 1996. március           | Semic |
| Action Comics Vol. 1 #668 | 1991. augusztus           | The Ghost of Luthor                                       | Luthor szelleme!                           | Superman és Batman #24  | 1996. május             | Semic |
| Action Comics Vol. 1 #669 | 1991. szeptember          | Paper Trail                                               | Papírrablók                                | Superman és Batman #25  | 1996. július            | Semic |
| Action Comics Vol. 1 #671 | 1991. november            | Missing in action                                         | A cím nem került lefordításra              | Superman és Batman #28  | 1997. január            | Semic |
| Action Comics Vol. 1 #672 | 1991. december            | All this… and Lex Luthor II!                              | A második Lex Luthor!                      | Superman és Batman #28  | 1997. január            | Semic |
| Action Comics Vol. 1 #673 | 1992. január              | Friends in Need                                           | Mindig kell egy barát…                     | Superman és Batman #29  | 1997. március           | Semic |
| Action Comics Vol. 1 #678 | 1992. június              | Talking Heads                                             | Beszélő fejek                              | Superman és Batman #31  | 1997. július            | Semic |
| Action Comics Vol. 1 #679 | 1992. július              | Shellshocked                                              | Shellshock                                 | Superman és Batman #35  | 1998. március           | Semic |
| Action Comics Vol. 1 #681 | 1992. szeptember          | Odds &... Endings                                         | Esélyek … és veszélyek                     | Superman és Batman #37  | 1998. július            | Semic |
| Action Comics Vol. 1 #682 | 1992. október             | Gauntlet!                                                 | Harc Hi-tech ellen!                        | Superman és Batman #38  | 1998. szeptember        | Semic |
| Action Comics Vol. 1 #683 | 1992. november            | The Trial of the Jackal                                   | A Sakál nyomában                           | Superman és Batman #39  | 1998. november          | Semic |
| Action Comics Vol. 1 #684 | 1992. december            | Doomsday is Near!                                         | …Végítélet közeleg!                        | Superman és Batman #41  | 1999. április           | Semic |
| Action Comics Vol. 1 #694 | 1993. december            | Spilled Blood, Part Two: Survival of the Fittest          | Véres játék 2. rész: Hi-tech színre lép    | Superman és Batman #48  | 2000. június            | Semic |
| Action Comics Vol. 1 #695 | 1994. január              | Cauldron!                                                 | Katlan                                     | Superman és Batman #50  | 2000. október           | Semic |
| Action Comics Vol. 1 #712 | 1995. augusztus           | The Jimmy Cage!                                           | Harc Jimmy életéért!                       | Superman és Batman #54  | 2001. június            | Semic |
| Action Comics Vol. 1 #713 | 1995. szeptember          | Scarlet Salvation                                         | A nagy csaló                               | Superman és Batman #57  | 2001. december          | Semic |

## Action Comics Annual
A Superman-címhez hasonlóan az Action Comics-ból is megjelentek ilyen különszámok időnként. Hazánkban egy Action Comics Annual jelent meg teljes terjedelmében, méghozzá az 1. szám.
| eredeti kiadvány címe          | eredeti megjelenés dátuma | történet eredeti címe | történet magyar címe | magyar megjelenés helye | magyar megjelenés ideje    | kiadó |
| ------------------------------ | ------------------------- | --------------------- | -------------------- | ----------------------- | -------------------------- | ----- |
| Action Comics Annual Vol. 1 #1 | 1987. november            | Skeeter!              | Skéter!              | Superman #14 és #15     | 1991. november és december | Semic |

## Superman, The man of Steel
A Superman, az Acélember nevű képregénysorozat 1991. júliusától egészen 2003. márciusáig jelent meg. A havonta megjelenő széria 134 számot élt meg.
| eredeti kiadvány címe          | eredeti megjelenés dátuma | történet eredeti címe                   | történet magyar címe             | magyar megjelenés helye | magyar megjelenés ideje | kiadó |
| ------------------------------ | ------------------------- | --------------------------------------- | -------------------------------- | ----------------------- | ----------------------- | ----- |
| Superman, The man of Steel #4  | 1991. október             | Idle hands                              | Tétlen kezek                     | Superman és Batman #26  | 1996. szeptember        | Semic |
| Superman, The man of Steel #13 | 1992. július              | Brain Trust                             | Agytröszt                        | Superman és Batman #32  | 1997. szeptember        | Semic |
| Superman, The man of Steel #19 | 1993. január              | Doomsday is Here!                       | Végítélet megérkezett!           | Superman és Batman #42  | 1999. június            | Semic |
| Superman, The man of Steel #29 | 1994. január              | Spilled Blood, Part Three: Bloodthirst! | (Véres játék 3. rész:) Vérszomj! | Superman és Batman #49  | 2000. augusztus         | Semic |
| Superman, The man of Steel #30 | 1994. február             | Resurrection!                           | Lobo visszatér!                  | Superman és Batman #51  | 2000. december          | Semic |

## Superman, The man of tomorrow
A negyedévente, 1995 és 1999 között, megjelenő Superman, a holnap embere sorozat mindössze 15 számot ért meg (megjelent egy 1.000.000. rész is, amely a szériához tartozott). Abban az időszakban jelent meg, amikor is 4 különböző Superman-cím jelent meg az újságárusoknál (Action Comics, The Adventures of Superman, Superman és Superman: The Man of Steel) heti váltással, s e sorozat célja volt kitöltetni azon „üres” heteket, amikor új Superman-kiadvány (előbb említett 4 sorozatból) nem került az újságárusokhoz.
| eredeti kiadvány címe            | eredeti megjelenés dátuma | történet eredeti címe   | történet magyar címe | magyar megjelenés helye | magyar megjelenés ideje | kiadó |
| -------------------------------- | ------------------------- | ----------------------- | -------------------- | ----------------------- | ----------------------- | ----- |
| Superman, The man of tomorrow #1 | 1995. július              | Past, Present & Future! | Múlt, jelen & jövő!  | Superman és Batman #53  | 2001. április           | Semic |

## Superman/Batman
A DC kiadó két legismertebb hősének közös kalandjait tartalmazó füzetek 2003 októberétől 2011 októberéig jelentek meg. A 87 részes sorozatból 2 történet jelent meg hazánkban, a Képes Kiadó közreműködésének köszönhetően, a széria elejéről.
| eredeti kiadvány címe      | eredeti megjelenés dátuma | történet eredeti címe                                    | történet magyar címe | magyar megjelenés helye                                      | magyar megjelenés ideje | kiadó       |
| -------------------------- | ------------------------- | -------------------------------------------------------- | -------------------- | ------------------------------------------------------------ | ----------------------- | ----------- |
| Superman/Batman Vol. 1 #8  | 2004. május               | Supergirl From Krypton, Part 1 of 6: Alone               |                      | Superman és Batman: Supergirl - Egy lány a Kripton bolygóról | 2008. november          | Képes Kiadó |
| Superman/Batman Vol. 1 #9  | 2004. június              | Supergirl From Krypton, Part 2 of 6: Visitor             |                      | Superman és Batman: Supergirl - Egy lány a Kripton bolygóról | 2008. november          | Képes Kiadó |
| Superman/Batman Vol. 1 #10 | 2004. július              | Supergirl From Krypton, Part 3 of 6: Warrior             |                      | Superman és Batman: Supergirl - Egy lány a Kripton bolygóról | 2008. november          | Képes Kiadó |
| Superman/Batman Vol. 1 #11 | 2004. augusztus           | Supergirl From Krypton, Part 4 of 6: Prisoner            |                      | Superman és Batman: Supergirl - Egy lány a Kripton bolygóról | 2008. november          | Képes Kiadó |
| Superman/Batman Vol. 1 #12 | 2004. szeptember          | Supergirl From Krypton, Part 5 of 6: Traitor             |                      | Superman és Batman: Supergirl - Egy lány a Kripton bolygóról | 2008. november          | Képes Kiadó |
| Superman/Batman Vol. 1 #13 | 2004. október             | Supergirl From Krypton, Part 6 of 6: Hero                |                      | Superman és Batman: Supergirl - Egy lány a Kripton bolygóról | 2008. november          | Képes Kiadó |
| Superman/Batman Vol. 1 #14 | 2005. január              | Absolute Power, Part 1 of 5: "I Pledge Allegiance..."    |                      | Superman és Batman: Abszolút hatalom                         | 2011. április           | Képes Kiadó |
| Superman/Batman Vol. 1 #15 | 2005. február             | Absolute Power, Part 2 of 5: "What Price Freedom..."     |                      | Superman és Batman: Abszolút hatalom                         | 2011. április           | Képes Kiadó |
| Superman/Batman Vol. 1 #16 | 2005. február             | Absolute Power, Part 3 of 5: "When Time Goes Asunder..." |                      | Superman és Batman: Abszolút hatalom                         | 2011. április           | Képes Kiadó |
| Superman/Batman Vol. 1 #17 | 2005. március             | Absolute Power, Part 4 of 5: "A World Without Batman..." |                      | Superman és Batman: Abszolút hatalom                         | 2011. április           | Képes Kiadó |
| Superman/Batman Vol. 1 #18 | 2005. április             | Absolute Power, Part 5 of 5: "Thy Will Be Done..."       |                      | Superman és Batman: Abszolút hatalom                         | 2011. április           | Képes Kiadó |

## One-shotok
A one-shotok egyrészes, önálló történetek. Általában az e kiadványokban közölt cselekmények nem túlzottan kötődnek a fősorozatokban futó történetekhez, s terjedelmük is hosszabb, mivel egy füzetben/kiadványban kerül közlésre a teljes történet.
| eredeti kiadvány címe                                                  | eredeti megjelenés dátuma | történet eredeti címe         | történet magyar címe                                        | magyar megjelenés helye                                             | magyar megjelenés ideje                                     | kiadó |
| ---------------------------------------------------------------------- | ------------------------- | ----------------------------- | ----------------------------------------------------------- | ------------------------------------------------------------------- | ----------------------------------------------------------- | ----- |
| Superman vs The Amazing Spider-Man Vol. 1 #1                           | 1976. január              | The Battle of the Century!    | Superman és a Csodálatos Pókember: Az évszázad csatája!     | A Csodálatos Pókember #65 és #66 ill. Superman és Batman #14 és #15 | 1994. október és november ill. 1994. szeptember és november | Semic |
| Superman and Spider-man Vol. 1 #1 (Marvel Treasury Edition Vol. 1 #28) | 1981                      | The Heroes and the Holocaust! | A Superman és a Csodálatos Pókember: A hősök és a végítélet | A Csodálatos Pókember #69 és #70 ill. Superman és Batman #16 és #17 | 1995. február és március ill. 1995. január és március       | Semic |
| Superman: The Earth Stealers Vol. 1 #1                                 | 1988                      | The Earth Stealers            | Superman és a Földrablók                                    | Superman és Batman #18 és #19                                       | 1995. május és július                                       | Semic |
| Superman (Elseworlds): Speeding Bullets                                | 1993. szeptember          | Speeding Bullets              | Mi lett volna, ha...?                                       | Superman és Batman #52                                              | 2001. február                                               | Semic |

## Superman más kiadványokban
E helyütt kerülnek feltüntetésre azon képregények, amelyekben Superman ugyan szerepel, de az újság illetve kötet nem tartalmaz Superman elnevezést. Sok olyan történet létezik, amelyben Superman vendégszerepel más szuperhősök kiadványaiban, illetve tagja lesz ismertebb szuperhős-alakulatoknak rövidebb-hosszabb ideig. E lista tartalmazza valamennyi Magyarországon megjelent ilyen Supermanhez kötődő történetet.

### Batman
Az 1939 májusában megjelenő Batman hosszú évtizedek alatt Superman mellett a DC kiadó másik legismertebb és legnépszerűbb karakterévé nőtt ki magát. Idővel elkerülhetetlenné vált az, hogy a két hős találkozzon egymással. Magyarországon a Batman-füzetekben a Halál a családban című történetben keresztezte egymást először a 2 hérosz útja. A Képes Kiadó Batman: Hush-köteteiben is megint egymásra talált a két karakter.
| eredeti kiadvány címe | eredeti megjelenés dátuma | történet eredeti címe            | történet magyar címe                     | magyar megjelenés helye | magyar megjelenés ideje | kiadó       |
| --------------------- | ------------------------- | -------------------------------- | ---------------------------------------- | ----------------------- | ----------------------- | ----------- |
| Batman Vol. 1 #428    | 1988. december            | A Death in the Family: Chapter 5 | Halál a családban: Robin halott V. rész  | Batman #4               | 1990. április           | Semic       |
| Batman Vol. 1 #429    | 1989. január              | A Death in the Family: Chapter 6 | Halál a családban: Robin halott VI. rész | Batman #4               | 1990. április           | Semic       |
| Batman Vol. 1 #611    | 2003. március             | Hush Chapter Four: The City      | Hush 4. fejezet: A város                 | Batman: Hush 1. rész    | 2006. december          | Képes Kiadó |
| Batman Vol. 1 #612    | 2003. április             | Hush Chapter Five: The Battle    | Hush 5. fejezet: A csata                 | Batman: Hush 2. rész    | 2007. március           | Képes Kiadó |
| Batman Vol. 1 #619    | 2003. november            | Hush Chapter Twelve The End      |                                          | Batman: Hush 3. rész    | 2007. május             | Képes Kiadó |

### Justice League Adventures
A 34 részt megérő Justice League Adventures című képregénysorozat 2002 januárjától 2004 októberéig jelent meg Amerikában. Hazánkban Az Igazság Ligája kalandjai elnevezéssel két kötet jelent meg a Képes Kiadónak köszönhetően.
| eredeti kiadvány címe                | eredeti megjelenés dátuma | történet eredeti címe            | történet magyar címe            | magyar megjelenés helye                            | magyar megjelenés ideje | kiadó       |
| ------------------------------------ | ------------------------- | -------------------------------- | ------------------------------- | -------------------------------------------------- | ----------------------- | ----------- |
| Justice League Adventures Vol. 1 #3  | 2002. március             | The Star Lost                    | Az elveszett csillag            | Az Igazság Ligája kalandjai: A szenzációs hetes    | 2010. március           | Képes Kiadó |
| Justice League Adventures Vol. 1 #6  | 2002. június              | Wolf's Clothing                  | Farkasbőrben                    | Az Igazság Ligája kalandjai: A szenzációs hetes    | 2010. március           | Képes Kiadó |
| Justice League Adventures Vol. 1 #10 | 2002. október             | Must There Be a Martian Manhunte | Mire jó egy Marsbéli Fejvadász? | Az Igazság Ligája kalandjai: A szenzációs hetes    | 2010. március           | Képes Kiadó |
| Justice League Adventures Vol. 1 #11 | 2002. november            | The Moment                       | A pillanat                      | Az Igazság Ligája kalandjai: A szenzációs hetes    | 2010. március           | Képes Kiadó |
| Justice League Adventures Vol. 1 #12 | 2002. december            | Cold War                         | Hideg háború                    | Az Igazság Ligája kalandjai: A szenzációs hetes    | 2010. március           | Képes Kiadó |
| Justice League Adventures Vol. 1 #13 | 2003. január              | Local Hero                       |                                 | Az Igazság Ligája kalandjai: Barátok és ellenségek | 2010. november          | Képes Kiadó |
| Justice League Adventures Vol. 1 #14 | 2003. február             | An Angry Tid                     |                                 | Az Igazság Ligája kalandjai: Barátok és ellenségek | 2010. november          | Képes Kiadó |
| Justice League Adventures Vol. 1 #16 | 2003. április             | Hide and Seek                    |                                 | Az Igazság Ligája kalandjai: Barátok és ellenségek | 2010. november          | Képes Kiadó |
| Justice League Adventures Vol. 1 #19 | 2003. július              | What's In a Hero                 |                                 | Az Igazság Ligája kalandjai: Barátok és ellenségek | 2010. november          | Képes Kiadó |
| Justice League Adventures Vol. 1 #20 | 2003. augusztus           | Emotional Baggag                 |                                 | Az Igazság Ligája kalandjai: Barátok és ellenségek | 2010. november          | Képes Kiadó |

### Legion of Super-Heroes
E cím alatt egykoron több sorozat is futott, Magyarországon eddig csak az 1984 szeptembere és 1988 augusztusa között futó 63 részes kiadványból közöltek egy történetet. A 38-as szám 1987 szeptemberében jelent meg és egy 3 részes Superman-történet lezárása.
| eredeti kiadvány címe             | eredeti megjelenés dátuma | történet eredeti címe         | történet magyar címe                    | magyar megjelenés helye | magyar megjelenés ideje | kiadó |
| --------------------------------- | ------------------------- | ----------------------------- | --------------------------------------- | ----------------------- | ----------------------- | ----- |
| Legion of Super-Heroes Vol. 3 #38 | 1987. szeptember          | The Greatest Hero Of Them All | Szuperlégió: Minden hősök legnagyobbika | Superman #18            | 1992. június            | Semic |

### Pár képkockán
Az alábbi bekezdésbe azon képregények kerülnek, amelyekben Superman csak 1-2 képkocka erejéig tűnik fel. A Robocop 16. számában Superman holtteste szerepel mindössze 1 képkockán egy a Híradóban elhangzó hír kapcsán.
| eredeti kiadvány címe | eredeti megjelenés dátuma | történet eredeti címe | történet magyar címe | magyar megjelenés helye | magyar megjelenés ideje | kiadó |
| --------------------- | ------------------------- | --------------------- | -------------------- | ----------------------- | ----------------------- | ----- |
| Robocop Vol. 1 #16    | 1991. június              | TV Crimes             | TV krimi             | Robotzsaru #9           | 1992. október           | Semic |

## Egyéb Supermanhez kapcsolódó kiadványok
Az alábbi felsorolásba olyan kiadványok kerültek, amelyek Supermanhez kötődnek, s részben a képregényhez kapcsolódó tartalommal rendelkeznek.

### DC Comics:Szuperhősök-sorozat
2008. szeptemberétől jelent meg hazánkban a DC Comics: Szuperhősök-sorozat az Eaglemoss kiadó gondozásában, melynek minden része egy füzetet tartalmazott, amely a DC kiadó valamely hőséről vagy negatív karakteréről tartalmazott jellemzést. Minden kiadvány mellé egy kézzel festett ólomfigura is járt az aktuálisan bemutatott szereplőről. A sorozat kezdetben csak Miskolcon volt kapható, majd később 2009-től kezdődően, országos terjesztésbe került a kiadvány. A széria 25 száma és 1 különszáma jelent meg magyar nyelven, s újságárusi terjesztésben volt kapható. A kiadvány kettő-háromheti rendszerességgel jelent meg. Miután megszűnt a sorozat magyar nyelvű kiadása, a Hungaropress terjesztésében elérhetővé váltak egyes Magyarországon nem megjelent ólomfigurás füzetek is, ám immáron angol nyelven. Összesen hét füzet foglalkozott a Superman univerzumához szorosan kötődő karakterekkel, melyből öt volt magyar nyelvű kiadás.
A kiadványok listája a megjelenés szerinti időrendi sorrendbe rendezve:
DC Szuperhősök #2: Superman
DC Szuperhősök 1. különszám: Itéletnap
DC Szuperhősök #10: Lex Luthor
DC Szuperhősök #13: Supergirl
DC Szuperhősök #19: Superboy-Prime
Külföldről importált (angol nyelvű) számok:
DC Super Hero Collection #32 (angol számozás szerint: #35) Bizarro
DC Super Hero Collection különszám: Centennial Park Superman

### Smallville képes kalauz
A Replica Kiadó Kft. 2007-ben megjelentetett egy a Tom Welling által fémjelzett Smallville televíziós–sorozathoz kapcsolódó könyvet, amely a széria szereplőiről, a tv-sorozat fontosabb helyszíneíről, a szereplők kapcsolatáról, valamint érdekesebb tudnivalóiról tartalmaz képekkel gazdagon illusztrált információkat. A könyv a brit DK (Dorling Kindersley Limited) kiadó 2006-ban megjelent Smallville – The visual guide című művének magyarra fordított változata.

## Megjegyzés
Az alábbi cikk a 2013. március 23-án megrendezett szegedi képregénybörze 2013 kiállítására készült, s a szerző engedélyével jelenik meg a Wikipédián.